# Julio Fierro
Julio Esteban Fierro Díaz (Santiago, 9 de abril de 2002) es un futbolista profesional chileno que juega como portero en Deportes Copiapó de la Primera B de Chile.

## Selección nacional
Además, formó parte de la escuadra de Selección de Chile sub-23 en el Torneo Preolímpico 2020, pero no jugó.

## Estadísticas

### Clubes
| Club              | Div           | Temporada     | Liga  | Liga  | Copas nacionales | Copas nacionales | Torneos internacionales | Torneos internacionales | Total | Total |
| Club              | Div           | Temporada     | Part. | Goles | Part.            | Goles            | Part.                   | Goles                   | Part. | Goles |
| ----------------- | ------------- | ------------- | ----- | ----- | ---------------- | ---------------- | ----------------------- | ----------------------- | ----- | ----- |
| Colo Colo · Chile | 1.ª           | 2019          | —     | —     | —                | —                | —                       | —                       | 0     | 0     |
| Colo Colo · Chile | 1.ª           | 2020          | —     | —     | —                | —                | —                       | —                       | 0     | 0     |
| Colo Colo · Chile | 1.ª           | 2021          | 3     | -8    | —                | —                | —                       | —                       | 3     | -8    |
| Colo Colo · Chile | 1.ª           | 2022          | —     | —     | —                | —                | —                       | —                       | 0     | 0     |
| Colo Colo · Chile | 1.ª           | 2023          | 0     | 0     | 0                | 0                | 0                       | 0                       | 0     | 0     |
| Colo Colo · Chile | Total club    | Total club    | 3     | -8    | 0                | 0                | 0                       | 0                       | 3     | -8    |
| Total carrera     | Total carrera | Total carrera | 3     | -8    | 0                | 0                | 0                       | 0                       | 3     | -8    |
| 1.                |               |               |       |       |                  |                  |                         |                         |       |       |

### Selecciones
| Selección      | Temporada     | Amistosos | Amistosos | Sudamérica | Sudamérica | Mundial | Mundial | Total | Total |
| Selección      | Temporada     | Part.     | Goles     | Part.      | Goles      | Part.   | Goles   | Part. | Goles |
| -------------- | ------------- | --------- | --------- | ---------- | ---------- | ------- | ------- | ----- | ----- |
| Sub-17 · Chile | 2019          | —         | —         | 9          | 0          | 4       | 0       | 13    | 0     |
| Sub-17 · Chile | Total         | 0         | 0         | 9          | 0          | 4       | 0       | 13    | 0     |
| Total carrera  | Total carrera | 0         | 0         | 9          | 0          | 4       | 0       | 13    | 0     |
| 1. 2.          |               |           |           |            |            |         |         |       |       |

## Palmarés

### Títulos nacionales
| Título             | Equipo    | País  | Año  |
| ------------------ | --------- | ----- | ---- |
| Supercopa de Chile | Colo-Colo | Chile | 2022 |